# صوفي بترونين
صوفي بترونين (مواليد 7 يوليو 1945 في بوردو) (بالفرنسية: Sophie Pétronin)‏ موظفة إغاثة فرنسية سويسرية. هي مُؤسِّسة منظمة "Association d'Aide à Gao" غير الحكومية التي تعمل في مجال مساعدة الأطفال في شمال مالي.
في 24 ديسمبر 2016، اختُطفت في مدينة جاو من قبل مجموعة من الجهاديين المرتبطين بتنظيم القاعدة. بعد قرابة أربع سنوات في الأسر، أُطلق سراحها في 8 أكتوبر 2020؛ وتعتبر آخر رهينة فرنسية محتجزة في العالم.
بعد إطلاق سراحها مباشرة، أعلنت بترونين أنها مسلمة وقالت لوسائل الإعلام إنها ستدعو وتطلب البركة من الله من أجل مالي، وأنّ اسمها الجديد هو مريم.

## مسيرتها
وُلدت صوفي بترونين في بوردو. حصلت على تدريب طبي وتخصصت في قضايا سوء التغذية وطب المناطق الحارة.
انتقلت إلى مدينة جاو عام 1996 قبل أن تستقر هناك نهائيًا عام 2001. منذ عام 2004، ترأست منظمة غير حكومية في هذه المدينة تساعد الأطفال الذين يعانون من سوء التغذية.

### أول محاولة خطف في عام 2012
في عام 2012، استغل متمردون من الحركة الوطنية لتحرير أزواد الانقلاب على الرئيس أمادو توماني توري لمهاجمة مدن إستراتيجية في مالي، بما في ذلك غاو - حيث كانت صوفي بيترونين تقيم. كانت صوفي لاجئة لدى القنصلية الجزائرية، وتمكنت من الفرار من باب خلفي حيث تم القبض على الدبلوماسيين الجزائريين من قبل ثوار الطوارق. ثم تمكنت بعد ذلك من الهروب من البلاد عبر الصحراء بمساعدة عائلة محلية وفّرت لها التنكر واللوجستيات. وقد سردت هذه التجربة بالتفصيل في الصحافة الفرنسية.

### اختطافها عام 2016
في 24 ديسمبر 2016، اختُطفت صوفي بترونين في جاو. وفتح مكتب المدعي العام في باريس تحقيقًا وعهد إلى المديرية العامة للأمن الداخلي.
ظهر أول خبر في يوليو 2017 عندما بثت جمعية جهادية في الساحل مقطع فيديو ظهرت فيه صوفي مع خمسة أشخاص آخرين اختطفوا بين عامي 2011 و2017 في مالي وبوركينا فاسو. وأعلنت جماعة نصرة الإسلام والمسلمين، المرتبطة بالقاعدة، مسؤوليتها عن اختطافها. الأشخاص الآخرون المحتجزون رهائن هم جميعهم رعايا أجانب.
بعدما بُثّ مقطع فيديو ثانٍ في مارس 2018 لم تتحدث فيه صوفي، ستظهر في تسجيل فيديو جديد تم بثه في أوائل يونيو 2018 حيث تُخاطب فيه مباشرة ابنها، وأيضًا الحكومة والرئيس الفرنسي.
تم إرسال مقطع فيديو جديد إلى العائلة في نوفمبر 2018. لا تظهر فيه صوفي مباشرة ولكن يمكن رؤيتها في الصورة. ثم قال ابنها إنه قلق للغاية بشأن حالته الصحية.
في نوفمبر 2018، قام سيباستيان شادو بترونين (Sébastien Chadaud-Pétronin)، نجل صوفي بيترونين، برحلة إلى مالي في محاولة للإسراع بالإفراج عن والدته، ودعا إيمانويل ماكرون إلى «توضيح موقفه».
في 14 مايو 2019، خلال التكريم الوطني للجنديين اللذين قتلا من أجل إطلاق سراح الرهينتين الفرنسيتين في معركة غوروم غوروم ببوركينا فاسو، أعلن رئيس الجمهورية: «أفكر في صوفي بترونين على أيدي خاطفيها، لا ننسى ذلك ونضمن أن أمتنا لا تتخلى عن أبنائها».
في 1 أبريل 2020، أعلنت الأسرة أن الحكومة أرسلت لهم دليلاً على حياة الرهينة.

### إطلاق سراحها
بعد احتجازها لما يقرب من أربع سنوات، تم الإفراج عن صوفي بترونين في 8 أكتوبر 2020. كما تم الإفراج عن أكثر من مائة جهادي مدان أو مشتبه به في مالي كجزء من المفاوضات للإفراج عن صومايلا سيسي، وهي شخصية سياسية من المعارضة المالية، وصوفي بترونين.
تبدو هادئة وتعلن أنها تريد العودة إلى جاو في مالي حيث عاشت قبل اختطافها.